# Gogol-Expedition
Die Gogol-Expedition von 1890/1891 war eine von der Neuguinea-Kompagnie initiierte, nach Deutsch-Neuguinea entsandte, deutsche wissenschaftliche Expedition.

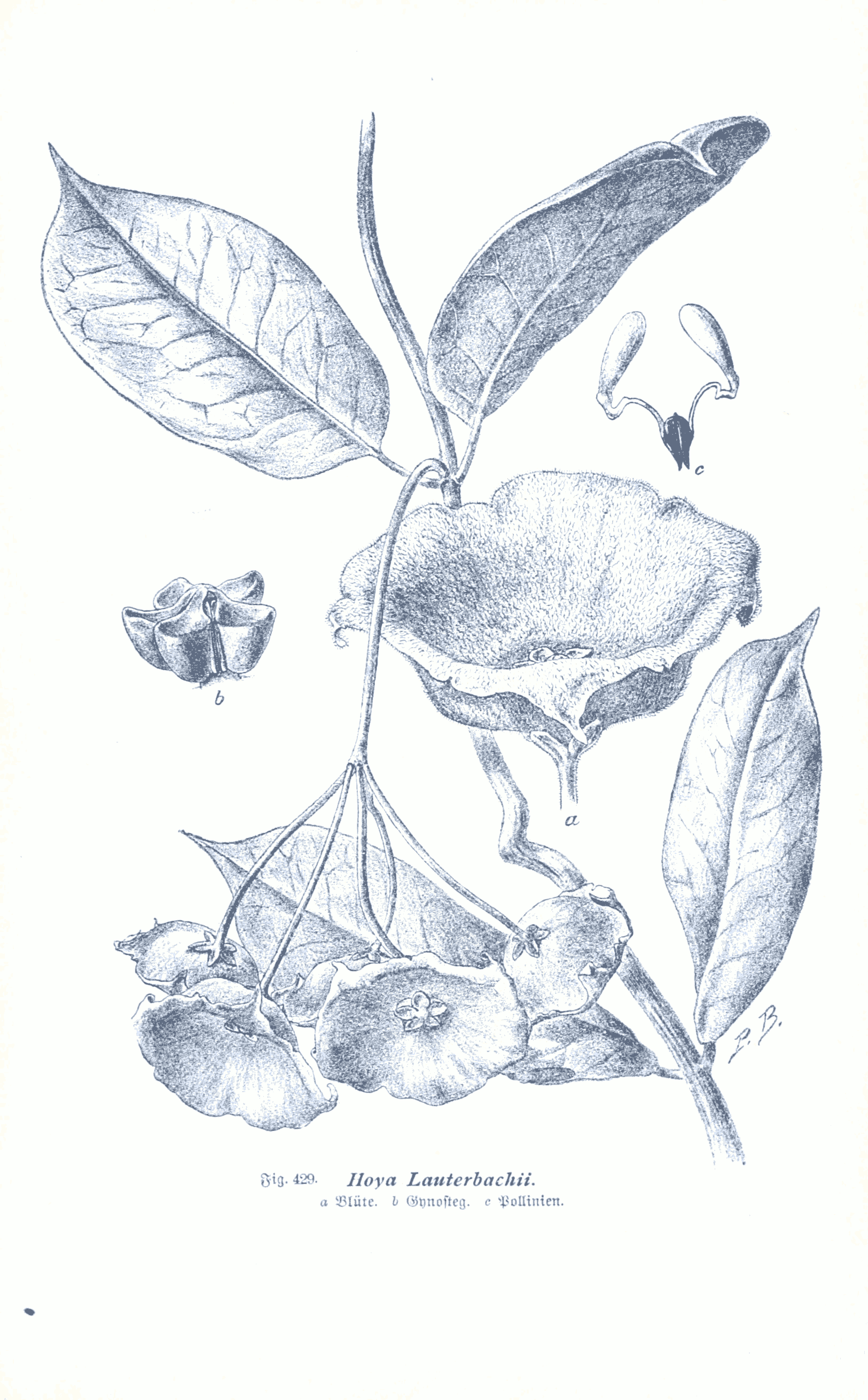
Hoya lauterbachii, 1896 erstmals beschrieben von Karl Schumann

Der Botaniker Karl Lauterbach brach am 8. Oktober 1890 gemeinsam mit dem Stationsbeamten der Neuguinea-Kompagnie, Ludwig Kärnbach, von Finschhafen aus zu einer Expedition auf, um botanische Studien zu machen und Sammlungen anzulegen. Von der Astrolabebai ging die Forschungsreise weiter ins Tal des Gogol-Flusses, der 1886 von Georg von Schleinitz entdeckt worden war. Da der Gogol für Dampfbarkassen nur auf einer Länge von 14 km befahrbar war, verfolgten ihn die Teilnehmer an Land 74 km flussaufwärts. Sie hatten ständig mit Malaria zu kämpfen und Angriffe der Einheimischen abzuwehren.
Die Reise brachte die Erkenntnis, dass der Gogol den Zugang zu einer großen Ebene bildet, die sich südlich und westlich des Flusses erstreckt. Das Gogolbecken ist mit der Küstenebene an der Astrolabebai durch ein schmales Tal verbunden, dass durch das dicht an den Fluss heranreichende Gebirge und die den Fluss im Norden begleitenden Höhenzüge gebildet wird. Die damals dicht bewaldete Gogolebene besitzt fruchtbaren, lehmigen Boden und war, wie die Höhenzüge an ihrer linken Seite, relativ dicht bevölkert.
Am 26. November mussten die Forschungsarbeiten wegen Erkrankung der Teilnehmer abgebrochen werden. Der Versuch Kärnbachs, die Erkundungen mit einem Teil der Mannschaft fortzuführen, schlug fehl. Er kehrte noch am selben Tag total erschöpft ins Lager der Expedition zurück. Am 1. Dezember traten die Reisenden den Rückweg zur Mündung des Flusses an, die sie am 4. Dezember erreichten. Am 9. Dezember 1890 endete die Expedition vorzeitig mit dem Eintreffen in Konstantinhafen.
Dennoch brachte die Reise viele Ergebnisse auf naturwissenschaftlichem und ethnographischen Gebiet. So fand Karl Lauterbach am 10. November 1890 am Gogol die Wachsblume Hoya lauterbachii. Sie wurde von Karl Schumann im Januar 1896 in der Monatsschrift für Kakteenkunde erstmals beschrieben, und nach Lauterbach benannt.
Ende Januar 1891 beendete Lauterbach seinen Aufenthalt in Deutsch-Neuguinea und kehrte zur Auswertung der Ergebnisse nach Deutschland zurück.